# Physematia
Physematia là một chi bướm đêm thuộc họ Crambidae.

## Các loài
- Physematia concordalis Lederer, 1863
- Physematia defloralis Strand, 1919